# ENWA
ENWA株式会社（えんわ 英称：ENWA Co., Ltd.）は、大阪府大阪市西区北堀江2-1-11に本拠をおく、テレビ会議（ビデオ会議、WEB会議）システム、ブロードバンドを利用したビジュアルコミュニケーション、プラットホームの企画・開発・運用及び販売を行う会社である。

## 概要
1950年、繊維部門から出発し、現在はWeb会議・テレビ会議システムなど最先端の技術を取り入れた ソリューションの提供を中心とした事業を展開。防災、救急医療、遠隔医療、放送局用現場中継システム（総合型次世代伝送システム）などに強みを持つ。首相官邸、消費者庁、国民生活センターをはじめとする官公庁や財団法人移動無線センター、朝日新聞社本社システム局、NHK、テレビ朝日、フジテレビジョン、テレビ東京などテレビ局60社以上、その他大手企業、病院、学校、学習塾などを主な納入先とする。2014年には、兵庫県フェニックス防災システムに採用されている。
特にテレビ放送ではアナログ時代には遅延がなかったものが地上デジタル放送となり、約2秒の遅延が生じることになりこれを解消するシステムが求められたが、同社はインターネット回線や新しい携帯電話の通信規格である「LTE」などを使い、従来の専用回線の約10分の1の価格で、品質、画質を落とすことなく遅延を0.3秒に抑えたシステムを開発したことで日本の主要な放送局で採用されることになった。またこの技術は、救急車や消防車、ドクターヘリの現場中継にも使用できるため全国の消防局で採用が進んでいる。
またショーイベントの大会にて日本全国10拠点以上の同時中継や大手企業の創立記念式典にて東京-大阪間の接続などを行った。また、2015年5月には、防災・BCP対策に適したビデオ会議システム「EyeVision NEOシリーズ」を発売した。

## 社名
- Earth:地球
- Network:つながり
- World:世界
- Association:交際

また、「円和」（エンワ）は、パートナー企業間での円による調和を目指し、「縁和」（エンワ）は、企業と企業との縁や、人と人との縁を大切にしたいという願いを込められているとしている。

## 沿革
- 1950年 - 繊維事業を開始。
- 1981年 - 現在の形態にて設立。

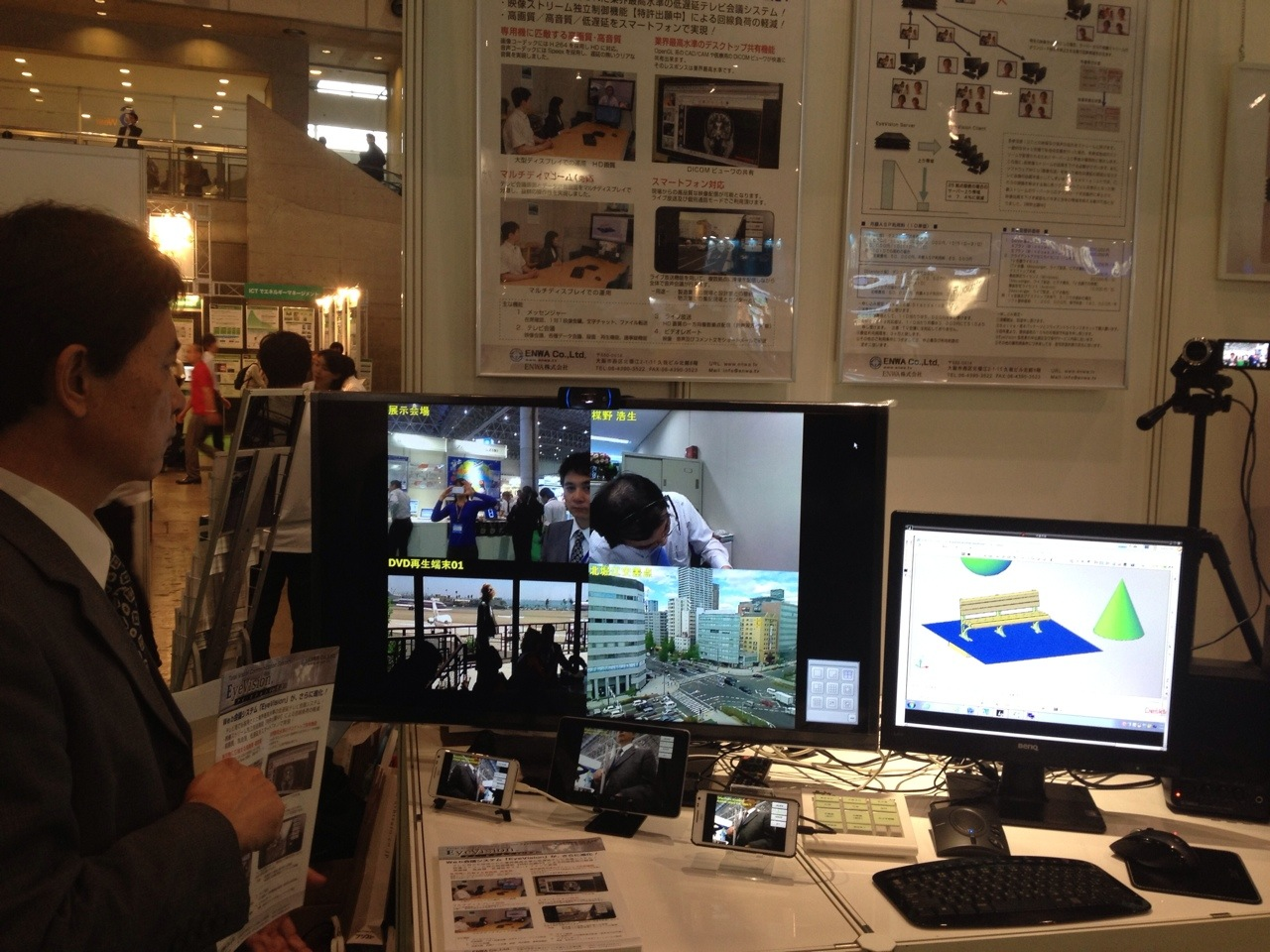
ENWA Web会議システム展示会の様子

- 1998年 - 「株式会社エンワコーポレーション」に社名変更。
- 2003年 - IT事業部発足防犯カメラシステム、ＴＶ会議システムの代理店販売を開始。
- 2005年 - IT事業部業務とTV会議の一本化。
- 2006年 - 自社ブランド商品「EyeVision」開発着手。
- 2008年 - 「EyeVision」販売開始。
- 2012年
  - 2月20日、長野県看護大学教授の北山秋雄らとの共同プロジェクトチームは遠隔地域からの患者の診断や要介護者の様子のが分かる医療・福祉用システム「サラス」（Salus:ギリシャ神話の健康と安全の女神の意味[10]）を共同開発。2月20日に初公開。一般に普及しているインターネット回線とパソコンを利用し、病院や福祉施設と一般家庭を結び画像と音声を相互通信するシステムである。大容量データを通常よりも短時間で圧縮して送る技術を独自に開発することに成功した。これにより交通が不便な僻地や災害時の医療や介護に大きな道を開いた。既存のシステムでは高コストが問題であったが、サラスは低コスト化を可能にした[11]。
- 2013年

多地点接続時には大きな回線容量が必要となるサーバーの回線負荷を、劇的に削減するEyeVision Ver.5.3を発売。EyeVisionはすでに700社以上を官公庁、医療機関、民間企業などの導入実績がある高い信頼性のあるWindows用のソフトウェアであったが、これに「帯域抑制機能」（特許出願中）を新たに加えたものであった。従来のテレビ会議システムでは数十箇所を越えるような条件での双方向映像音声通話においてはインターネット回線負荷が膨大となり、映像や音声の通話品質が極端に落ちたり、さらに高価な大容量インターネット回線の敷設が必要とされたが、「帯域抑制機能」の搭載により映像や音声の通信帯域の自動抑制が可能となった。同年、「映像ストリーム独立制御機能」にて特許出願。
- 2013年

首相官邸での第1回産業競争力会議でEyeVisionが使われる。放送局用システムとして「EyeVision-BROADCAST」の販売開始。
- 2014年 - 兵庫県フェニックス防災システムに採用される。
- 2015年

5月、防災・BCP対策に適したビデオ会議システム「EyeVision NEOシリーズ」を発売。高品位の画質・音質による双方向のコミュニケーションができ、ビデオ会議、ライブ視聴、ライブ配信、1対1の映像通話モードの4モードを装備、全データを256ビットAES（Advanced Encryption Standard）暗号化することで、セキュリティにも配慮したほか、パソコンのみならずタブレット、スマートフォンでは、OSはAndroid・iOSに対応し、専用ビデオ会議システムを既に導入済みでも、防災時のバックアップ用としての利用が可能となった。また、スマートフォン対応のEyeVisionの音声部分を利用したIP無線機「VisionTALK」と防災用システムの「EyeVision-NEO」を販売開始。
- 2016年 - 「見守りシステム及び見守り方法」で特許出願（特願2016-34070）、2017年8月31日公開（特開2017-151755、特許No.6680563）[13]。11月、同システム開発により大阪府経営革新計画承認企業に認定される[2]。
- 2020年 - 3月24日、「見守りシステム及び見守り方法」で特許取得（特許No.6680563）[13]。
- 2022年 - 2022年10月28日より8日間行われた、愛知県による「中部国際空港島及びその周辺地域における自動運転実証実験の実施」において、路側カメラに同社の提供する映像伝送システム「DiCaster（ディーキャスター）」が採用される[14]。

## 製品

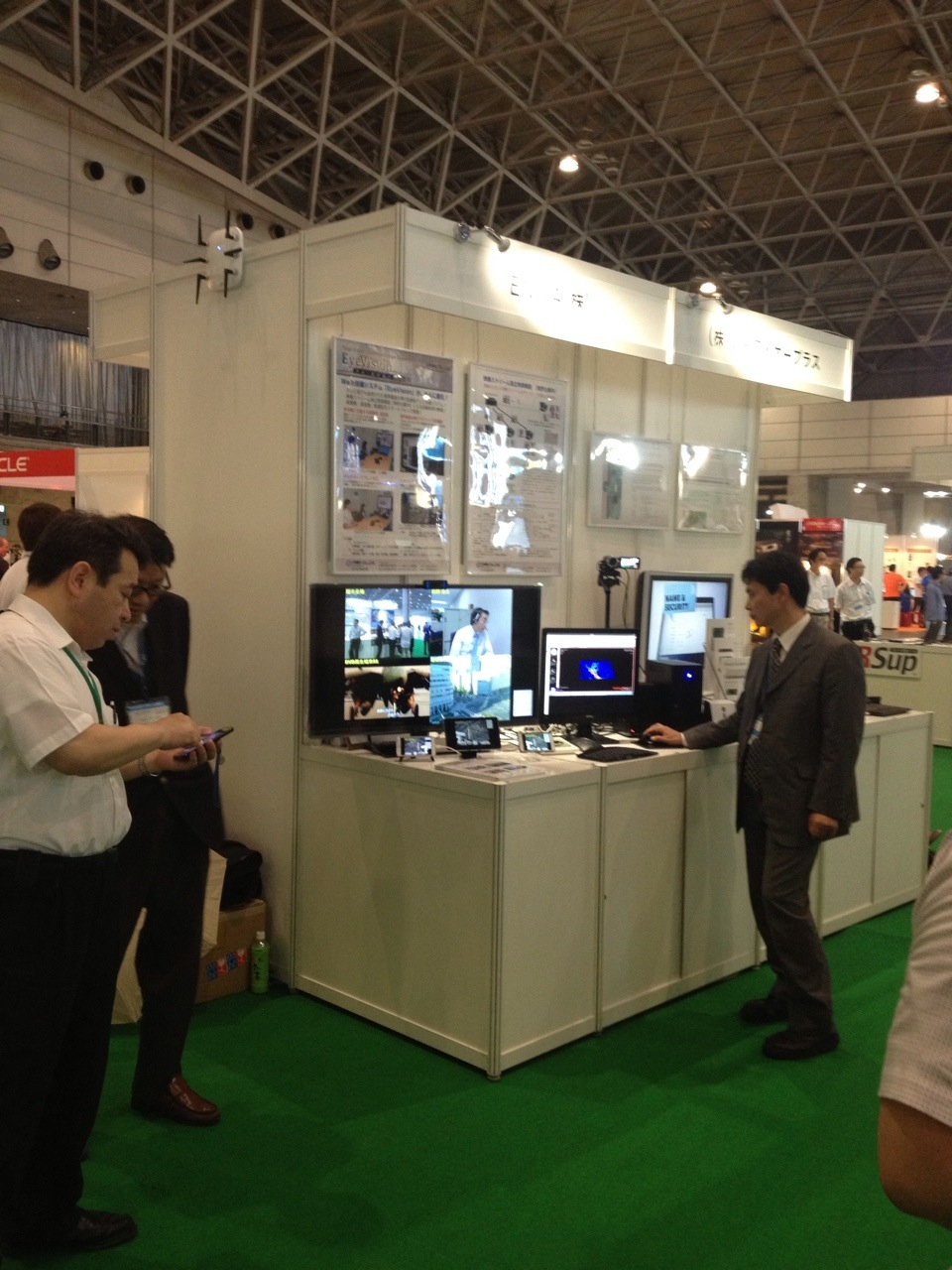
Web会議システム（展示会にて）

旧来、個別に使用されてきたテレビ会議、ビジネスメッセンジャー、ボイス・ビデオチャット、ライブストリーミング、ビデオ報告を1つのソフトウェアに統合することで1つのIDで、すべての機能を利用できるアイ・ビジョン -EYEVISION（visual Communication System）を発売。高速演算アルゴリズムを利用することで、鮮明で滑らかな高画質映像、遅延のないクリアな音声により高音質を実現、また最先端技術を用いた高度な画像圧縮技術にて回線帯域の乏しい地域での通常レベルの画質・音質を可能にした。
また、多段プロキシ、ファイアウォールをもスムーズに通過できる機能を持つためにイントラネットに限らず、インターネットを利用した運用も可能にした。全パケットにAES128bitの暗号化がなされるなど、安全化も実現。テレビ会議では録画、文書共有、傍聴機能など多くの機能の使用を可能とした。
アイ・ビジョン -EYEVISIONでは、全てのパケット（ショートメール、文書共有データ、映像、音声）に対して、アメリカ合衆国で新暗号規格として規格化された共通鍵暗号方式である256bit AES（Advanced Encryption Standard） を採用している。これは1977年に発行された暗号規格DESが、その後の技術進歩により時代遅れとなったため、新たな暗号方式の公募が行われた結果、2001年3月にFIPS PUB 197として一般に公開されたものである。

## 特許
- 「見守りシステムおよび見守り方法」（取得日:2020年3月24日）[13]

特許No.6680563

## 主要取引先

### 納入先
- 国立病院機構（47病院） -2006年4月1日
- 消費者庁 -2010年12月13日
- 竹中土木 -2010年9月1日
- 首相官邸 -2013年1月14日
- 内閣府消費者委員会 -2013年4月1日
- 広島大学病院 -2013年4月1日
- 静岡県庁 -2013年5月1日
- ビューテック -2013年6月1日
- フジテレビ -2014年8月1日
- WOWOW -2014年3月1日
- 兵庫県庁 (兵庫県下消防本部、警察署、自衛隊、市役所等350拠点防災用） -2014年8月20日
- 藤田保健衛生大学 -2015年5月1日
- 静岡市消防局 -2015年7月1日
- 産経新聞社 -2015年10月1日
- 西宮市役所、明石市役所、南あわじ市役所、養父市役所、朝来市役所（危機管理課）、以上兵庫県、大津市消防局 -2015年
- 電通西日本、くら寿司 -2016年
- 釧路市消防本部、長野県看護大学 -2017年
- 総務省消防庁、兵庫県消費生活課 -2018年
- 神戸市消防局、大阪府堺市消防局、広島県呉市消防局、長崎県佐世保市消防局 -2019年

## 事業所
- 本社

大阪府大阪市西区北堀江2-1-11 久我ビル北館8F
- 東京営業所

東京都中央区日本橋堀留町1-3-16-407

### 参考WEBサイト
- 北山秋雄 - 長野県看護大学